# Pierre de Bruys
Pierre de Bruys (o anche Pietro di Bruys) (Bruis, 1095 c. – Saint-Gilles, 1131 c.) è stato un predicatore francese, considerato un eretico in quanto il suo insegnamento era contrario alla dottrina cattolica, ma alcuni protestanti videro in lui un precursore del valdismo e della riforma protestante. Egli percorse il Delfinato, la Provenza e la Linguadoca e perì arso nelle fiamme di un rogo, che aveva acceso per bruciare delle croci, e in cui fu gettato dagli abitanti di  Saint-Gilles intorno al 1131. Le fonti sulla sua vita sono molto esigue e derivano tutte dal trattato di Pietro il Venerabile, abate di Cluny, Adversus Petrobrusianos haereticos, (1ª ed., Ingolstadt 1546; altra in Migne, Patr. Lat., CLXXXIX, col. 719-850).

## Biografia
Secondo la più moderna storiografia Pierre nacque intorno al 1095 a Bruis; altre fonti individuano il suo luogo di nascita nel cantone di Rosans presso Gap, altre ancora ritengono che fosse nativo di Vallouise (Alte Alpi): questa affermazione viene considerata plausibile in quanto si conosce il successo che in quelle valli del brianconnese ebbe l'insegnamento di un eretico molto più famoso come Valdo di Lione.
Oggi, esiste una via a Lione che porta il suo nome, nel 5ème arrondissement (rue Pierre-Valdo). Si è spesso fatto riferimento a Vaulx-en-Velin come il luogo di nascita di Valdo di Lione.
Non si conosce molto su Pierre De Bruys, ma ciò che è quasi certo è che fu sacerdote cattolico prima di essere scomunicato dalla gerarchia della Chiesa cattolica, che gli vietò di continuare la sua predicazione in una data stimata fra il 1112 ed il 1120. Egli non obbedì e continuò la sua predicazione itinerante nelle diocesi di Embrun e di Gap, e quindi in Provenza.
Intorno all'anno 1131, la popolazione di Saint-Gilles, esasperata dalla sua continua azione di bruciare delle croci, lo gettò su di un rogo dove venne bruciato vivo.

## La sua dottrina
Per Pierre de Bruys soltanto i quattro evangelisti erano degni di fede: i vangeli e i loro scritti vennero da lui interpretati secondo una traduzione letterale. Gli altri libri del Nuovo Testamento, vennero da lui contestati in quanto riteneva le epistole scritte da uomini e non emanazione diretta della parola di Gesù Cristo.
Egli rigettò anche l'autorità del Vecchio Testamento, così come i testi dei padri della Chiesa e, beninteso, le dottrine della Chiesa cattolica. Disprezzava, infine, la gerarchia e il clero cattolico e non esitava a predicare la violenza e a mettere anche in pratica il suo insegnamento contro i preti e i monaci.
Sul piano dottrinale si oppose alla Chiesa cattolica su numerosi argomenti:
- rifiutava innanzitutto il battesimo dei bambini perché per lui unicamente la fede personale può condurre alla devozione verso Dio, e i bambini in tenera età non possono averla al momento del battesimo.
- non accettava la dottrina della transustanziazione e negava ogni valore dei sacramenti.
- per lui le chiese non servivano a niente in quanto la Chiesa di Dio non è costituita da pietre ma dall'unione dei fedeli.
- rifiutava di vedere nella croce un simbolo sacro perché, per lui, lo strumento della morte del Cristo non può essere adorato né venerato; le croci dovevano essere, dunque, distrutte in pezzi e bruciate, ciò che egli fece spesso e che gli costò la vita.

## I suoi seguaci
I seguaci di Pierre de Bruys sono noti come petrobrusiani.
Un ex-monaco dell'Abbazia di Cluny, Enrico di Losanna raccolse i suoi insegnamenti verso il 1135 e contribuì a diffonderli dopo la morte di Pierre de Bruys, dopo averli un po' modificati, dando vita agli Enriciani.